# Patricia Karim
 (octobre 2017).
Si vous disposez d'ouvrages ou d'articles de référence ou si vous connaissez des sites web de qualité traitant du thème abordé ici, merci de compléter l'article en donnant les références utiles à sa vérifiabilité et en les liant à la section « Notes et références ».
Pour les articles homonymes, voir Karim et Urbain.
Patricia Karim, née Paule Urbain le 3 février 1935 à Spa, est une actrice belge.
Elle compte à son actif près d'une cinquantaine de pièces de théâtre et autant d'apparitions à l'écran. Elle anime aujourd'hui plusieurs ateliers d'art dramatique dans le sud de la France et se pose en véritable théoricienne du théâtre de par l'étendue de son répertoire, sa longue expérience avec les plus grands metteurs en scène français, Roger Planchon, Jacques Roesner et son intime connaissance des grands auteurs Fiodor Dostoïevski, Samuel Beckett, Eugène Ionesco.

## Biographie
Patricia Karim est issue d'un milieu artistique : sa mère, Suzanne Jehan, fut artiste dramatique puis directrice de la scène au Rideau de Bruxelles, tandis que son père était directeur artistique du casino de Spa.
Après des études d'art dramatique au Rideau de Bruxelles, elle entre dans la carrière au début des années 1950 en jouant un personnage dans Œdipe roi de Sophocle. En 1953, elle intègre le Théâtre de Poche de Bruxelles où elle joue une vingtaine de pièces dont Exercice de style de Raymond Queneau. Elle rejoint ensuite le Théâtre national de Belgique en 1955 pour étoffer son répertoire en jouant Arthur Miller et Fernand Crommelynck. C'est lors de la création de Visite à une petite planète de Gore Vidal qu'elle est invitée à Paris pour y donner plusieurs représentations. Elle ne devait plus quitter la France.
Sa carrière française est immédiatement placée sous le signe du théâtre de boulevard dont elle devient une des actrices fétiches dans les années 1970, partageant l'affiche avec des vedettes comme Roger Nicolas, Louis de Funès, Fernandel, Bernard Blier, Jean Piat et Jacqueline Maillan. Patricia Karim apparaît aussi dans de nombreux « nanars » cinématographiques de l'époque et toujours en belle compagnie : Fernand Reynaud, Darry Cowl, Francis Blanche, Eddie Constantine. Robert Lamoureux en fera même son premier rôle féminin dans La Septième Compagnie au clair de lune.
La fin de sa période légère s'annonce dans les années 1980, sous la houlette de Jean-Christophe Averty qui lui redonne des rôles classiques dans les adaptations télévisées d'Alfred Jarry et Guillaume Apollinaire. C'est surtout Roger Planchon, figure emblématique de la scène contemporaine française, qui va lui faire travailler ses plus grands textes et performances tel que : Voyage chez les morts d'Eugène Ionesco ou Les Démons de Fédor Dostoievski. Dans les années 1990, les troupes de province se l'arrachent. Après le TNP de Villeurbanne, c'est le Théâtre Sorano de Toulouse qui la consacre dans Femme devant un paysage fluvial du dramaturge allemand Heinrich Böll ou bien Ruy Blas de Victor Hugo. Le cinéma retrouve en Patricia Karim un solide second rôle dans Ripoux contre ripoux, Lautrec ou Le dernier amour de Châteaubriand.
Elle s'installe dans la région toulousaine et y monte un atelier théâtre réputé ou elle assure des cours dramatiques avec la mise en scène de plusieurs dizaines de spectacles.
En 2004, elle triomphe dans la pièce de Samuel Beckett Oh les beaux jours ! et à partir de 2007, toujours à Toulouse, campe l'une des protagonistes des Monologues du Vagin. En 2006, elle reçoit les honneurs du Festival du Film de Spa pour l'ensemble de sa carrière.
Elle réside à Gordes (Vaucluse).
Elle a épousé en 1963 Gérard Buhr, ils ont deux enfants : Frederick, né en 1963 à Paris, et Delphine née en 1966 à Enghien-les-Bains.

## Théâtre
- 1952 : Œdipe roi de Sophocle, mise en scène André Berger, théâtre du Rideau de Bruxelles
- 1953 : La Maison de Bernarda de Garcia Lorca, mise en scène André Berger, théâtre du Rideau de Bruxelles
- 1953 : Shanghai, Chambard et Cie d'Oscar-Paul Gilbert, mise en scène Georges Jamin, théâtre du Rideau de Bruxelles
- 1953 : Frimoussia de Jacques Audiberti, mise en scène Roland Ravez, théâtre de Poche de Bruxelles
- 1953 : Exercice de style de Raymond Queneau, mise en scène Roland Ravez, théâtre de Poche de Bruxelles
- 1954 : Le Baladin du monde occidental de Synge, mise en scène Roland Ravez, Théâtre de Poche de Bruxelles
- 1954 : L'Étranger au théâtre d'André Roussin, mise en scène Roland Ravez, Théâtre de Poche de Bruxelles
- 1954 : La Cantatrice chauve d'Eugène Ionesco, mise en scène Roland Ravez, Théâtre de Poche de Bruxelles
- 1954 : Humulus le muet de Jean Anouilh, mise en scène Roland Ravez, Théâtre de Poche de Bruxelles
- 1955 : Responsabilité limitée de Robert Hossein, mise en scène George Grec, Compagnie Théâtre en Rond
- 1955 : La petite Maison de Thé de John Patrick, mise en scène Jacques Huisman, Théâtre national de Belgique
- 1955 : La Chasse aux sorcières d'Arthur Miller, mise en scène Jacques Huisman, Théâtre national de Belgique
- 1956 : Troilus et Cressida de William Shakespeare, mise en scène Johan de Mesteer, Théâtre national de Belgique
- 1956 : Une femme qui a le cœur trop petit de Fernand Crommelynck, mise en scène Luc André, Théâtre National de Belgique
- 1957 : La Dame de chez Maxim de Georges Feydeau, mise en scène Roland Ravez, Théâtre national de Belgique
- 1958 : Visite à une petite planète de Gore Vidal, mise en scène Marcel Berteau, Théâtre national de Belgique
- 1959 : Visite à une petite planète de Gore Vidal, mise en scène Robert Manuel, théâtre Fontaine
- 1959 : Bidule de Marc Cab, mise en scène Robert Manuel, Théâtre de l'Européen
- 1961 : Le Signe de Kikota de Roger Ferdinand, mise en scène Fernand Gravey, Théâtre des Nouveautés
- 1961 : Chérie Noire de François Campeaux, mise en scène de l'auteur, Théâtre des Nouveautés
- 1961 : À toi de jouer de Claude Dufresne, mise en scène Max Révol, Théâtre de l'Européen
- 1962 : La Grosse Valse de Robert Dhéry, mise en scène de l'auteur, Théâtre des Variétés
- 1964 : Moumou de Jean de Letraz, mise en scène Jean le Poulain, Théâtre des Bouffes-Parisiens
- 1965 : Monsieur Carnaval livret de Frédéric Dard, musique Charles Aznavour et Mario Bua, mise en scène Maurice Lehmann, théâtre du Châtelet
- 1968 : Freddy de Robert Thomas, mise en scène de l'auteur, théâtre des Variétés
- 1971 : Flash de Claude Dufresne, mise en scène Max Révol, théâtre de l'Européen
- 1971 : Herminie de Claude Magnier, mise en scène Michel Vocoret, théâtre Marigny
- 1972 : Le Saut du lit de Ray Cooney, mise en scène Michel Vocoret, théâtre Marigny
- 1972 : Je viendrai comme un voleur de Georges de Tervagne, mise en scène Jacques-Henri Duval, théâtre Marigny
- 1973 : La Soupière de Robert Lamoureux, mise en scène de l'auteur, théâtre des Variétés
- 1973 : Le Tombeur de Neil Simon, mise en scène Louis Verlant, théâtre royal du Parc, Bruxelles
- 1975 : Le Malade imaginaire de Molière, mise en scène Roland Piétri, Théâtre royal du Parc, Bruxelles
- 1976 : Le Saut du Lit de Ray Cooney, mise en scène Jean le Poulain, théâtre du Gymnase
- 1977 : À vos souhait de Pierre Chesnot, mise en scène Claude Sainval, Tournée Karsenty
- 1977 : Croisière d'amour de Claude Dufresne, mise en scène Dominique Tirmont, théâtre Bobino
- 1978 : Le Préféré de Pierre Barillet, mise en scène Michel Roux, théâtre de la Madeleine
- 1979 : La Cage aux folles de Jean Poiret, mise en scène Pierre Mondy, théâtre des Variétés
- 1980 : Potiche de Pierre Barillet et Jean-Pierre Gredy, mise en scène Pierre Mondy, théâtre du Gymnase
- 1982 : Voyage au pays des morts d'Eugène Ionesco, mise en scène Roger Planchon, théâtre national populaire de Villeurbanne
- 1982 : Spectacle Ionesco d'après Eugène Ionesco, mise en scène Roger Planchon, théâtre national populaire de Villeurbanne, théâtre de l'Odéon en 1984
- 1986 : Un beau salaud de Pierre Chesnot, mise en scène Jean Luc-Moreau, théâtre Fontaine
- 1992 : Femme devant un paysage fluvial de Heinrich Böll, mise en scène Jacques Rosner, théâtre Sorano
- 1993 : Ruy Blas de Victor Hugo, mise en scène Jacques Rosner, théâtre Sorano
- 1994 : Knock de Jules Romains, mise en scène Pierre Mondy, théâtre national populaire de Villeurbanne
- 1995 : Iphigénie Hôtel de Michel Vinaver, mise en scène Jacques Rosner, théâtre Sorano
- 1996 : Matricule Phèdre d'après Jean Racine, mise en scène Paul Berger, théâtre du Pavé, Toulouse
- 1998 : Les Démons d'après Fiodor Dostoïevski, mise en scène Roger Planchon, Opéra-Comique, TNP Villeurbanne
- 1998 : La Dame de chez Maxim de Georges Feydeau, mise en scène Roger Planchon, Opéra-Comique, TNP Villeurbanne
- 2004 : Oh les beaux jours de Samuel Beckett, mise en scène René Gouzenne, Cave Poésie
- 2007 : Les Monologues du vagin de Eve Ensler, mise en scène Dominique Deschamps, Café Théâtre Toulouse

## Filmographie

### Cinéma

#### Courts métrages
- 1998 : Le Petit Frère d'Huguette de Jacques Mitsch
- 2003 : Les Aventures de Catinou et Jacouti de Christian Attard

#### Longs métrages
- 1958 : Cette nuit-là de Maurice Cazeneuve
- 1958 : Le vent se lève d'Yves Ciampi
- 1958 : La P... sentimentale de Jean Gourguet
- 1959 : J'ai épousé un Français de Jean Negulesco
- 1959 : Chaleurs d'été de Louis Félix
- 1959 : L'Increvable de Jean Boyer : l'aviatrice
- 1960 : Match contre la mort de Claude Bernard-Aubert : Madame Pascal
- 1959 : La Nuit des traqués de Bernard Roland : la fille
- 1960 : Pierrot la tendresse de Francois Villiers
- 1960 : Le Mouton de Pierre Chevalier : Marylin
- 1961 : Les Livreurs de Jean Girault : Babette
- 1961 : Cause toujours mon lapin de Guy Lefranc
- 1962 : Et Satan conduit le bal de Grisha Dabat
- 1964 : Allez France ! de Robert Dhéry : Patricia
- 1966 : Sale temps pour les mouches... de Guy Lefranc
- 1970 : Et qu'ça saute ! de Guy Lefranc : Tatiana
- 1973 : Il n'y a pas de fumée sans feu d'André Cayatte
- 1975 : Opération Lady Marlène de Robert Lamoureux : Madame de Parlat
- 1977 : La Septième Compagnie au clair de lune de Robert Lamoureux : Suzanne Chaudard
- 1978 : Les héros n'ont pas froid aux oreilles de Charles Némès : Jacqueline
- 1978 : Les Filles du régiment de Claude Bernard-Aubert : l'adjointe de chambre ardente
- 1983 : Signes extérieurs de richesse de Jacques Monnet : la serveuse aux longues jambes
- 1986 : Suivez mon regard de Jean Curtelin : la nymphomane
- 1990 : Ripoux contre ripoux de Claude Zidi : la bijoutière
- 1994 : Je t'aime quand même de Nina Companeez : la maîtresse Flowers
- 1996 : Golden Boy de Jean-Pierre Vergne : la cliente du salon
- 1998 : Lautrec de Roger Planchon
- 2006 : L'Occitanienne ou le dernier amour de Chateaubriand de Jean Périssé : la tante

### Télévision
- 1962 : L'inspecteur Leclerc enquête, épisode : Haute Fidélité de Guy Lefranc
- 1963 : La Voix dans le verre de Roger Iglésis
- 1965 : Sancho Pança dans son Ile de Maurice Château
- 1971 : Au théâtre ce soir : Herminie de Claude Magnier, mise en scène Michel Vocoret, réalisation Pierre Sabbagh, théâtre Marigny
- 1972 : Au théâtre ce soir : Je viendrai comme un voleur de Georges de Tervagne, mise en scène Jacques-Henri Duval, réalisation Pierre Sabbagh, Théâtre Marigny
- 1973 : En scène pour le Un de Claude Dufresne
- 1974 : L'Ange de la rivière morte d'Édouard Logereau
- 1980 : Le Surmâle de Jean-Christophe Averty
- 1981 : Ubu Cocu de Jean-Christophe Averty
- 1982 : Les Mamelles de Tirésias de Jean-Christophe Averty
- 1985 : Le Roi Clos de Jean-Christophe Averty
- 1985 : Jouez hautbois, résonnez musettes de Jean-Christophe Averty
- 1985 : Le Matou de Jean Beaudin
- 1990 : Tribunal : Episode 191 : Tenue de travail : Micheline Gondard